# Trolleybus de Žilina
 (signalé en août 2025).
Si vous disposez d'ouvrages ou d'articles de référence ou si vous connaissez des sites web de qualité traitant du thème abordé ici, merci de compléter l'article en donnant les références utiles à sa vérifiabilité et en les liant à la section « Notes et références ».
- Archive Wikiwix
- Bing
- Cairn
- DuckDuckGo
- E. Universalis
- Gallica
- Google
- G. Books
- G. News
- G. Scholar
- Persée
- Qwant
- (zh) Baidu
- (ru) Yandex
- (wd) trouver des œuvres sur Wikidata

Le trolleybus de Žilina est le dernier réseau de trolleybus à avoir été mis en service en Slovaquie. Il a transporté ses premiers passagers le 17 novembre 1994. La tension sur le réseau est de 750 V.

## Réseau actuel

### Matériel roulant
En décembre 2012, 52 véhicules étaient en circulation.
| Image | Type           | Modification et sous-type |
| ----- | -------------- | ------------------------- |
|       | Škoda 14Tr     | Škoda 14Tr                |
|       | Škoda 15Tr     | Škoda 15Tr, Škoda 15TrM   |
|       | Škoda 30Tr SOR | Škoda 30Tr SOR            |
|       | Škoda 31Tr SOR | Škoda 31Tr SOR            |